# Moreira de Cónegos
Moreira de Cónegos è una freguesia (frazione) del concelho (comune) di Guimarães in Portogallo, compresa nel distretto di Braga.

## Sport
La città è conosciuta per la sua squadra di calcio del Moreirense che attualmente gioca nella Primeira Liga, la massima divisione del calcio portoghese.